# Ama Ata Aidoo
Ama Ata Aidoo, nhũ danh Christina Ama Aidoo (23 tháng 3 năm 1942 – 31 tháng 5 năm 2023) là nữ tác giả, nhà thơ, nhà viết kịch người Ghana. Bà là Bộ trưởng Giáo dục ở Ghana dưới thời Jerry Rawlings (Tổng thống thứ tư của Ghana). Năm 2000, bà thành lập Quỹ Mbaasem để thúc đẩy và hỗ trợ phụ nữ châu Phi viết văn.

## Cuộc đời
Bà sinh ra tại Saltpond ở khu vực miền Trung Ghana. Bố là Nana Yaw Fama, vua của vùng Abeadzi Kyiakor, mẹ là Maame Abasema. Aidoo được bố gửi đến trường trung học phổ thông Wesley Girls ở Cape Coast từ 1961 đến 1964. Sau đó, bà theo học tại Đại học Ghana ở Legon và nhận bằng Cử nhân tiếng Anh năm 1964. Cũng trong năm này, bà viết vở kịch đầu tiên, Lưỡng Đề Của Một Con Ma. Aidoo trở thành nữ biên kịch đầu tiên của châu Phi khi vở kịch của bà được xuất bản bởi Longman vào năm sau đó.
Trong vai trò biên kịch cũng như Bộ trưởng Giáo dục, bà đề cao vai trò của người phụ nữ châu Phi trong xã hội đương đại. Bà cho rằng, nhiều lãnh đạo hiện nay đang lợi dụng chủ nghĩa dân tộc để áp bức người dân. Bà chỉ trích thành phần ưu tú của châu Phi, lúc nào cũng tuyên truyền lòng yêu nước, nhưng thực ra chỉ tìm kiếm tư lợi từ phương Tây. Bà cổ xúy cho một bản sắc Châu Phi riêng biệt, từ quan điểm của người phụ nữ.
Aidoo dạy viết văn tại Đại học Stanford, Hoa Kỳ. Bà cũng là nghiên cứu viên tại Viện Nghiên cứu Châu Phi, Đại học Ghana, và là Giáo sư tiếng Anh tại Đại học Cape Coast.
Bên cạnh sự nghiệp văn học, Aidoo từng được bổ nhiệm làm Bộ trưởng Giáo dục năm 1982. Bà từ chức sau 18 tháng, nhận ra rằng không thể phổ cập giáo dục đến mọi người dân Ghana.

## Phim
Năm 2014, Yaba Badoe làm phim tài liệu về bà mang tên The Art of Ama Ata Aidoo.

## Tác phẩm
Tiểu thuyết của Aidoo thường đề cập đến mâu thuẫn về quan điểm giữa phương Tây và châu Phi. Tiểu thuyết đầu tiên, Our Sister Killjoy, xuất bản năm 1977, là một trong những tác phẩm nổi tiếng nhất của bà. Nhiều nhân vật chính của Aidoo là phụ nữ tranh đấu chống lại định kiến về giới tính và vai trò của người phụ nữ. Tiểu thuyết Những Thay Đổi giành giải thưởng Sách hay nhất (Châu Phi), Giải thưởng Nhà văn Khối Thịnh vượng chung năm 1992. Tập thơ Someone Talking to Sometime đoạt Giải thưởng Thơ ca Nelson Mandela năm 1987.
Năm 2000, bà thành lập Quỹ Mbaasem, một tổ chức phi chính phủ có trụ sở tại Ghana với nhiệm vụ hỗ trợ các nữ văn sĩ châu Phi phát triển bền vững.